# Sant’Alessio in Aspromonte
Sant’Alessio in Aspromonte – miejscowość i gmina we Włoszech, w regionie Kalabria, w prowincji Reggio Calabria.
Według danych na rok 2004 gminę zamieszkiwało 436 osób, 109 os./km².